# 邵一聯
邵一聯（?—?），字敦之，號遷廬，清朝政治人物。同進士出身。
浙江山陰人，明代南京禮部尚書邵寳後裔。 乾隆六年（1741年）辛酉科順天鄉試舉人，二十八年（1763年）登癸未科進士。后授杞縣知縣，官至許州知州。曾經善於臨摹蘇、米書法，有一“又米堂”堂匾傳世。文化大革命期間被毀。